# Scatopsciara camptospina
Scatopsciara camptospina är en tvåvingeart som beskrevs av Werner Mohrig och Boris Mamaev 1990. Scatopsciara camptospina ingår i släktet Scatopsciara och familjen sorgmyggor. Inga underarter finns listade i Catalogue of Life.